# Siembra

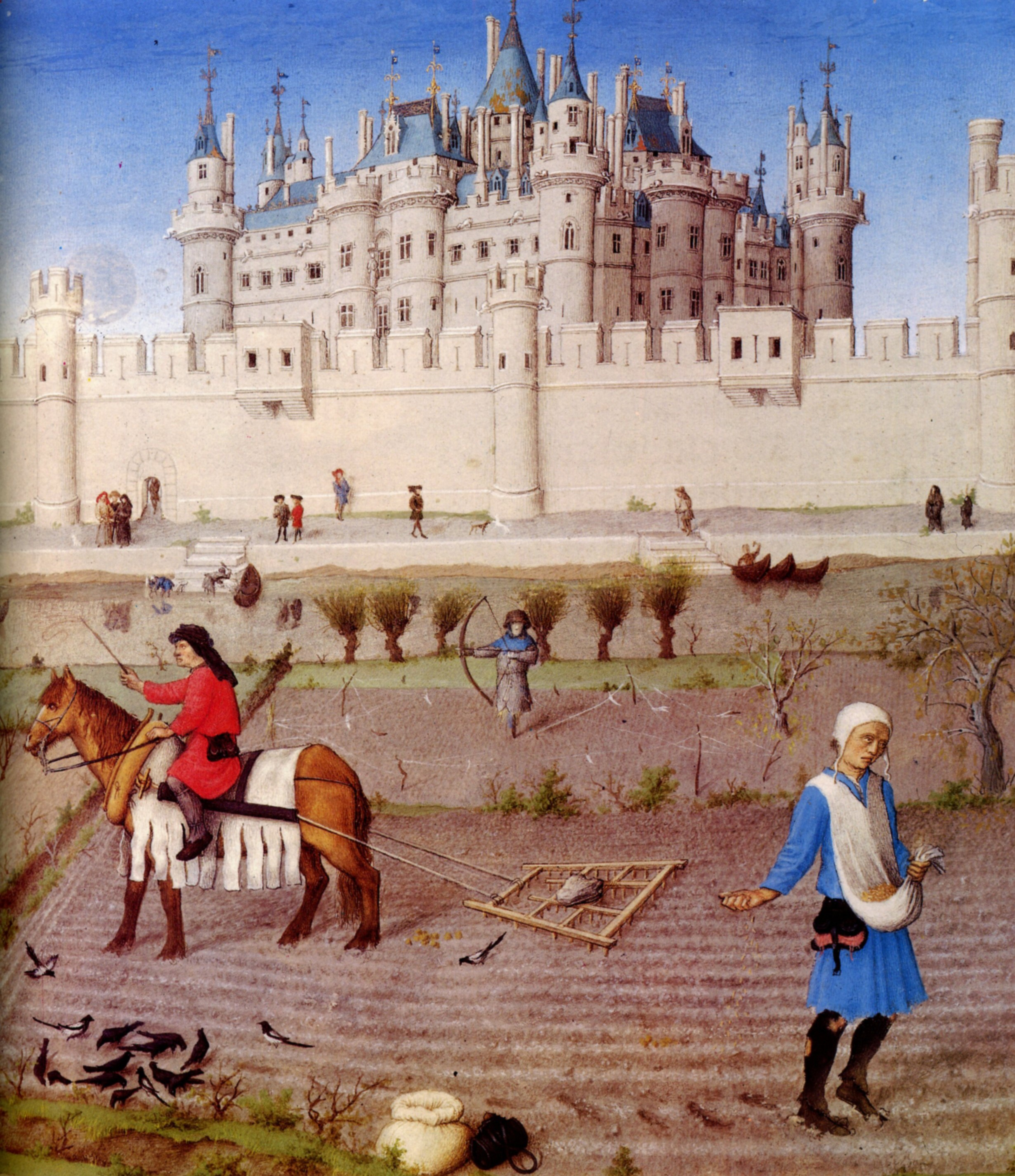
Lámina de octubre, en Les Très Riches Heures du duc de Berry).

La siembra es el proceso de colocar (arrojar y esparcir) las semillas en un terreno (tierra) "preparado para ese fin".

## La siembra
Antes de ser sembradas algunas semillas requieren cierta preparación. Este tratamiento puede bien ser escarificación, estratificación, mojado de las semillas o lavado de las semillas con agua fría o tibia. Por lo general, el mojado de las semillas se realiza sumergiendo las semillas en agua tibia durante 24 a 48 horas. El lavado de las semillas es muy común en el caso de las frutas (ya que la carne que rodea la semilla puede ser rápidamente atacada por insectos o plagas. Para limpiar la semilla, por lo general se la frota con un trozo de género o papel, y a veces se procede al lavado de la semilla. Por lo general, el lavado de las semillas se realiza sumergiendolas durante unos 20 minutos en agua a una temperatura de 50 °C. El agua tibia a caliente mata los microorganismos que pudieran haber sobrevivido en la superficie de la semilla. La limpieza con agua a alta temperatura es muy importante en semillas de frutas tropicales que pueden ser infectadas con facilidad, como por ejemplo lichis y rambutáns.
Además de los procesos de preparación indicados previamente, la germinación es favorecida si se utiliza tierra libre de enfermedades. Especialmente si se trata de producir la germinación de semillas particularmente difíciles (tales como algunas frutas tropicales), el tratamiento y preparación previo de la tierra (junto con el uso de tierra con los minerales y condiciones de acidez más adecuadas, tierra preparada u otro substrato apropiado) es sumamente importante. Los dos procesos de preparación de la tierra más utilizados son pasteurización y esterilización. En general es más conveniente elegir la pasteurización, ya que la misma, no mata todos los microorganismos. La esterilización puede ser utilizada cuando se intenta plantar vegetales especialmente difíciles. Para pasteurizar la tierra, la misma debe ser calentada durante 15 minutos en un horno a una temperatura de 120 °C.

## Plantas que suelen ser sembradas
Entre los cultivos que se siembran se destacan la avena, el trigo, y el centeno, los pastos y legumbres son también sembradas de semilla, en tanto el maíz y la soja son plantadas en forma más espaciada. Al plantar, los surcos se encuentran separados unos 70 cm unos de otros, y se intenta espaciar a las semillas individuales; para ello se utilizan diversos dispositivos para disponer las semillas a intervalos exactos, lo cual maximiza el rendimiento y permite ahorrar semilla.[cita requerida]

### Profundidad de la siembra
Al sembrar, se coloca muy poca tierra y en algunos casos ninguna sobre las semillas. En términos generales, las semillas pueden ser sembradas de forma tal que la capa de tierra que las cubra sea de 2 a 3 veces el tamaño de las semillas.[cita requerida]

### Tipos y patrones de siembra
Para la siembra a mano, existen varios tipos de métodos; los mismos comprenden:[cita requerida]
- Siembra en terreno plano
- Siembra en surcos elevados
- Siembra en camas anchas

Junto con estos tipos se pueden utilizar varios patrones de siembra, tales como:[cita requerida]
- Filas regulares
- Filas que se encuentran al tresbolillo en filas pares (de forma tal que las semillas son colocadas en un patrón cruzado). Este método es mucho mejor, ya que permite que las plántulas reciban más luz cuando germinan.

## Tipos de siembra

### Siembra a mano

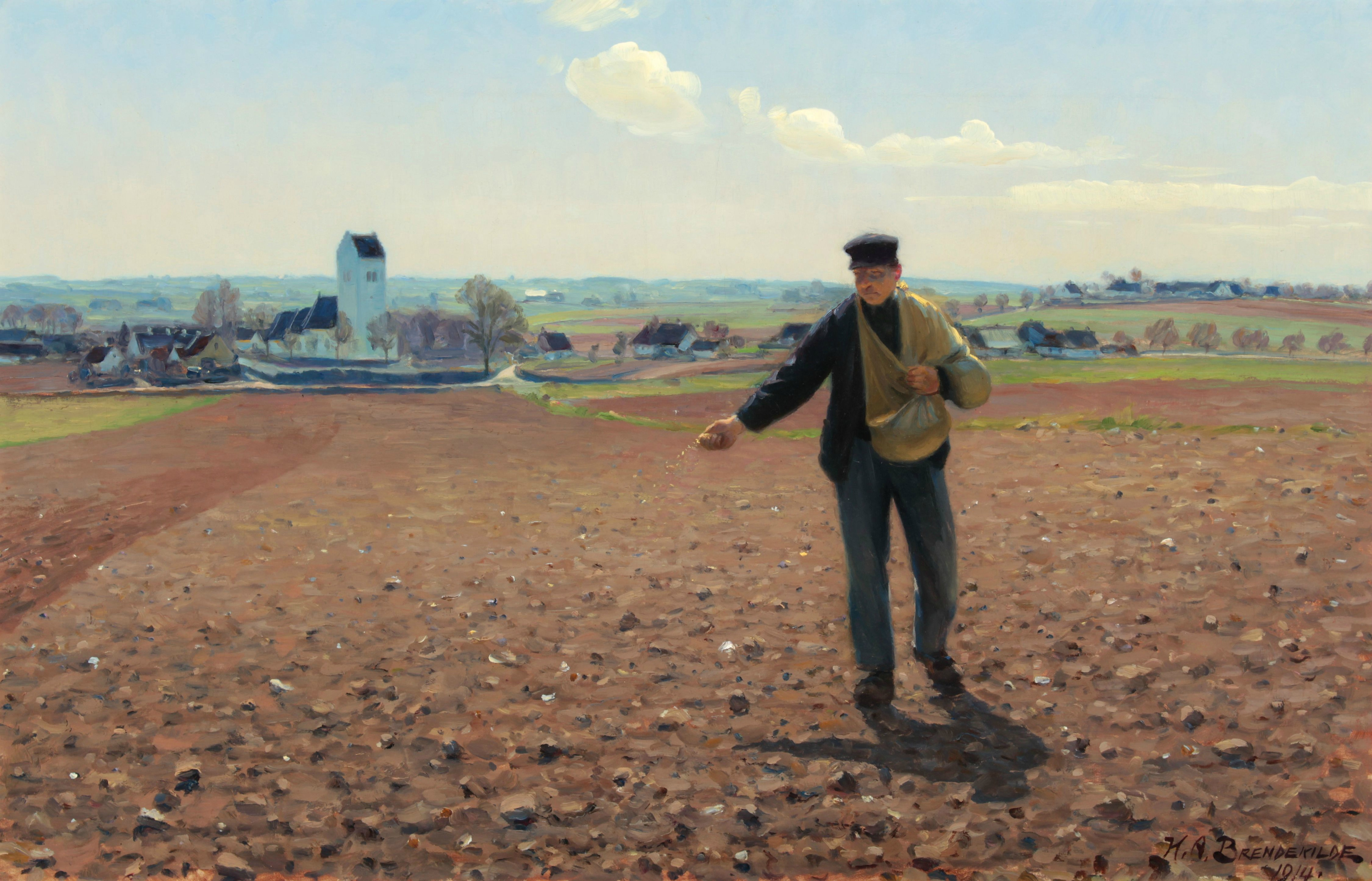
Siembra a mano

La siembra a mano es el proceso mediante el cual se lanzan puñados de semillas sobre el terreno preparado.  Por lo general, se utiliza una grada o reja para incorporar la semilla al terreno. Si bien es mano de obra intensivo excepto para superficies pequeñas, todavía el método es utilizado en determinadas circunstancias. Se requiere práctica para distribuir las semillas en forma homogénea y con el ritmo deseado. Es posible utilizar un sembrador manual para sembrar aunque solo resulta útil para semillas pequeñas tales como las de pastos y legumbres.[cita requerida]
Es posible combinar la siembra manual con pre-siembra en bandejas de semillas. Ello permite que las plantas se fortalezcan en el interior durante los periodos fríos (por ejemplo la primavera en países con climas templados).
Da resultado sembrar en el interior de las viviendas, aunque no sea un invernadero.[cita requerida]

### Campo abierto
Campo abierto es la forma de siembra utilizada históricamente en la agricultura mediante el cual los campos son preparados y se los deja abiertos, tal como indica su denominación, antes de ser sembrados. A menudo la semilla se deposita en el terreno y no se cubre antes de la germinación y por lo tanto permanece expuesta a las condiciones climáticas. Este método se diferencia del método de almácigo utilizado comúnmente es la jardinería casera o en situaciones específicas en la agricultura moderna donde la semilla es colocada debajo de la superficie del suelo y es vigilada y atendida con frecuencia para asegurar un ritmo de crecimiento elevado y mejores rendimientos. Esperar aproximadamente 5 días si se sembró siguiendo el calendario.